# Stromfeld Aurél
Stromfeld Aurél Emil (Újpest, 1878. szeptember 19. – Budapest, 1927. október 10.) vezérkari ezredes, az Osztrák–Magyar Monarchia vezérkari tisztje, a Tanácsköztársaság idején a magyar Vörös Hadsereg vezérkari főnöke. 1896-ban Ludovika Akadémián végzett, majd a bécsi Hadiakadémián tanult, 1905-ig. Iglói csapattiszti szolgálata után, 1907-ben a Ludovika oktatója lett. 1913-ban a Hadiakadémia első honvéd professzorává nevezték ki. Az első világháborúban a szerb fronton szolgált, ahol ő irányította Belgrád kiürítését, majd a keleti frontra vezényelték. Az orosz kapituláció után az olasz frontra küldték. Itt érte az 1918-as katonai összeomlás, amely után a még egyben tartható csapatokkal tért haza.
Kivételes katonai tehetség volt. Felvállalta a Tanácsköztársaság hadseregének vezetését. Nagy szerepe volt a cseh és román csapatok előrenyomulásának megállításában. A Clemenceau-jegyzék elfogadása után lemondott.

## Élete

### Fiatalkora
1878-ban Újpesten német eredetű, evangélikus vallású, értelmiségi család harmadik gyermekként született, édesanyja Táborszky Johanna, édesapja Stromfeld János a Schlick–Nicholson gyár mérnöke volt. Anyai nagyapja vasúti mérnök, nagybátyja gépészmérnök, anyjának nagybátyja műépítész volt. Bátyja Somfai János szocialista újságíró, akinek unokája Somfai Kara Dávid turkológus-mongolista. Apja hatéves korában meghalt, ezután anyja családjával, szinte kizárólag nők között élt Újpesten, ahol az apja munkahelye által a halála után adott végkielégítésből vettek egy családi házat. Az elemi négy osztályának elvégzése után a Markó utcai főgimnáziumban folytatta a tanulást, ahová szintén csak négy évig járt. Mérnökcsaládból való származása ellenére azt szerették volna ha orvosnak megy. A család pénze azonban elfogyott, így Aurél iskoláztatására sem tudtak költeni, annak ellenére, hogy jó tanulóként tandíjmentességet élvezett. Ekkor, 1892-ben döntött úgy, hogy a Ludovika Akadémia alapítványi helyére megy.
Azonban nem szeretett volna a Császári és Királyi Hadsereg hadapródiskolájába beiratkozni, mivel ott német nyelvű vezénylés folyt. Inkább a Honvédség számára tiszteket képző Magyar Királyi Honvéd Ludovika Akadémiát választotta, ahová gimnáziumának igazgatója segítségével pályázott egy, Buttler János által alapított magánalapítványi helyre. Anyja kezdetben ellenezte döntését, ám mivel csak inasi munka volt az alternatívája, így beletörődött abba, hogy katonának megy. Tanulmányait 1892. október 4-én kezdte meg az Akadémián az alapítvány jóvoltából teljes ellátással, ingyen ruházattal és költőpénzzel. Egy ott megismert barátja, Mátyássy Zoltán pedig lemondott javára a neki folyósított árvasági támogatásról, mivel jómódú családból származott, így Aurél családjának pénzügyi gondjai is megoldódtak.
Második évfolyamosként Recskre utazott akadémistatársaival három hetes terepfelvételi gyakorlatra, ahol az utolsó napon tartott táncmulatságon megismert egy fiatal lányt, akibe szerelmes lett. Visszatérése után azonban nem tarthatták a kapcsolatot, így súlyos kétségbeesése miatt elhanyagolta tanulmányait, addigi kitűnő bizonyítványát lerontva. Tanára, Hadfy Imre százados figyelmeztetése hatására kezdett ismét szorgalmasan tanulni, ám több tantárgyból nem tudott ismét jeles eredményt elérni. Emiatt csupán negyedik lett az osztályrangsorban végzéskor, így nem az osztályelsőket megillető hadnagyként, hanem hadapród-tiszthelyettesként kezdte meg szolgálatát, felavatására 1896. augusztus 18-án került sor. A soproni 18. honvéd gyalogezredhez osztották be.

### Az első világháború előtt
1897-ben hadnaggyá léptették elő, újoncokat képzett ki, az ezredirodában dolgozott és zászlóalj-segédtisztként is szolgált először Sopronban majd Munkácson. 1899-ben visszatért a Ludovika Akadémiára, a bécsi Hadiakadémiára való felvételit megelőző egyéves kurzusra. Mátyássyval közösen egy Üllői úti lakásban laktak abban az évben. Évfolyamelsőként végezte el a képzést, így 1900 októberétől Bécsben főhadnagyként folytathatta tanulmányait. A 110 hallgató közül 10 került ki a Honvédségtől, közülük Stromfeldéi voltak a legjobb tanulmányi eredmények, titkos minősítésében pedig előnyösen írnak róla. Bécsben ismerte meg leendő feleségét, Urbányi Adrienne-t, Edmund Urbányi nyugalmazott tábornok lányát. 1900 karácsonyán húga, Margit meghalt tuberkulózisban, így egyedül maradt anyját magához költöztette Bécsbe.
Adrienne-nel egyre inkább egymásra leltek, eljegyzésükre 1902-ben került sor, azonban a magas tiszti kaució miatt nem tudtak összeházasodni. 1905-ben kilencedik helyen végezte el a hadiakadémiát, vezérkari beosztást kapott, és egy évig Bécsben szolgálhatott. Anyja a bankbetétjével szeretett volna segíteni a fiatalok helyzetén, ám még Aurél bécsi szolgálati évében a bank csődbe ment, ő pedig megzavarodott, majd hamarosan meghalt. Anyja temetése után kérvényt nyújtott be a házassági kaució csökkentése érdekében, ám azt elutasították. Pozsonyi tiszttársai ezen felháborodva léptek fel a döntés ellen, a hadsereg vezetése pedig tartva az országos botránytól második kérvényét elfogadta. Így 1905. április 15-én összeházasodtak, május 1-jén pedig századossá léptették elő, és egy évet csapattisztként kellett szolgálnia Iglón a 9. gyalogezred 16. századában, ahová feleségét is magával vihette.
A csapatszolgálat letelte után a kassai tiszti iskolába küldték, majd 1907-ben ismét a Ludovika Akadémiára került, ezúttal oktatóként. Itt az orosz–japán háború eredményeként levonható modern hadviselési szemléletet terjesztette és tanulmányt írt az altisztek fontos szerepéről a hadseregben. Ebben arról is ír, hogy a tiszti rendfokozatokat ne a középiskolai eredménytől, hanem a rátermettségtől tegyék függővé, és a szegényebbek is bekerülhessenek a tisztikarba. 1908-ban balkáni nyaralása vége után a szófiai katonai attasé helyettese kérte fel arra, hogy utazása katonai megfigyeléseit foglalja írásba. Hetekkel később, Budapesten értette meg, hogy véleményére Bosznia-Hercegovina annexiója kapcsán voltak kíváncsiak, amely súlyos feszültséget hozott a területen. A leendő katonai konfliktusra való készülés jegyében megírta a Hadseregszervezés című könyvét, amelyben az új tanulságokról értekezett, és művéből a Ludovika új tankönyve lett. Ennek köszönhetően a Magyar Honvédelmi Minisztérium a korszerű harcászati szabályzat kidolgozásánál az ő segítségét kérte. 1912-ben letette törzstiszti vizsgáját és őrnaggyá léptették elő.
1913-ban a bécsi Hadiakadémia professzorává nevezték ki, elsőként a honvédségben szolgálók közül, és a taktika oktatását bízták rá, és hamar népszerű lett. Itt barátságot kötött Theodor Körner őrnaggyal, az akadémia másik népszerű professzorával, aki meghívta őt asztaltársaságába, ahol a hadsereg kötöttségeitől mentes társalgás folyt. Stromfeld tanítványai között volt Gömbös Gyula főhadnagy, leendő miniszterelnök és Károly Albert főherceg is.

### Első világháború
A szarajevói merénylet után Wachtel alezredessel együtt a Balkánra küldték, hogy tanulmányozzák a második Balkán-háború helyszíneit. Július 23-án, a Monarchia teljesíthetetlen ultimátumát követően Bulgáriában ugyanaz a katonai attasé helyettes fogadta őket, mint Stromfeldet hat éve, és Bulgária katonai felkészültségéről érdeklődött, majd tolmácsolta a parancsot, hogy térjenek haza a legrövidebb úton. Ez a Szerbián keresztüli utazást jelentette volna, ám ezt ők nem merték megkockáztatni, és inkább Románián keresztül, egy nap késéssel érkeztek haza. Stromfeldet a zágrábi XIII. hadtest törzséhez vezényelték, ahol a logisztika megszervezését bízták rá. Ebben a feladatkörben remekül helytállt, és az ellátás sosem akadozott a rossz szerbiai útviszonyok ellenére sem. Hatalmas veszteségek árán sikerült elfoglalniuk Valjevo közlekedési csomópontját, és Belgrádot, ám a szélesre nyúlt arcvonalat a szerb ellentámadás a Száva mögé kényszerítette vissza, és Stromfeldre várt a feladat, hogy kiürítse a szerb fővárost. Ezt sikerült elérnie, és a rendezett visszavonulás mellett sok hadianyagot is megmentett, így visszavonulási szakértőnek kezdték tekinteni a hadsereg vezetésében. Az 1916-os Bruszilov-offenzíva során szintén a lassú visszavonulást alkalmazva őrizte meg csapatai harcképességét, a felmorzsolódást jelentő ellenállás helyett.
Ezután hadtestét átirányították a keleti frontra, ám annak törzse a vasúti szállítás során lemaradt, így két hétig egyedül irányította a hadtestet, amely az ezután indult offenzívában jelentős eredményeket ért el. Az egység vezetését Hadfy Imre vette át, aki őt kérte vezérkari főnökéül. A kinevezéssel együtt alezredessé is előléptették. A hadtest Dnyeszteren történő átkelését ő vezette, ám a többi egység elakadása miatt vissza kellett vonulniuk a folyó mögé. Stromfeld ennek ellenére meg tudott tartani egy hídfőállást a folyó túloldalán, és itt kezdetét vetette az uscieckói csata. Hónapok múlva azonban kiderült, hogy a továbbiakban a front ezen szakaszán nem kerülhet sor előrenyomulásra, így kérvényezte a visszavonulást, ám a főhadiszállás megtagadta tőle ezt a siker látszatának fenntartása érdekében.
1918 januárjában a XXVI. hadtesttel együtt az olasz frontra vezényelték át, az egység vezetését pedig Ernst Horsetzky von Hornthal vette át. Itt látta el a vezérkari főnökséget, míg nyáron rövid időre egy bécsi kórházba került torokgyulladás miatt, majd felépülése után folytatta szolgálatát. Ez alatt idő alatt barlangokat fúratott a hegyoldalakba és igyekezett a teherszállítást kötélpályákkal megoldani, mivel az olasz tüzérség belátott az állásaikba. Egészen az összeomlásig tartani tudták katonái az állásaikat. IV. Károly október 16-i manifesztuma után azonban egyre elégedetlenebbé váltak a katonák: 22-én két horvát gyalogezred tagadta meg az engedelmességet, a kemény fellépés miatt. Ez Stromfeld frontszakaszára is átterjedt, fellázadtak a 29. és a 105. magyar gyalogezredek. A 26. horvát gyalogezred hamarosan otthagyta a frontot, amire Horsetzky nem tudott mást tenni, mint Stromfeld javaslatára utánuk küldte tisztjeiket. A fegyverszüneti tárgyalások közben a hadsereg megkezdte visszavonulását, aminek kivitelezését Stromfeldre bízták. A fegyverszünetet november 4-én megkötötték, ám az csak délután 3 órakor lépett érvénybe, így több pihenésbe kezdő csapatot az olaszok fogságba ejtenek. Egészen november 15-ig, a demarkációs vonal részeként megjelölt Lienz eléréséig helyén maradt, majd egy szervezett ezred élén elindult vissza a közben függetlenné vált Magyarországra.

### Galéria

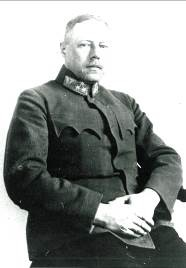
Stromfeld Aurél vezérkari ezredes
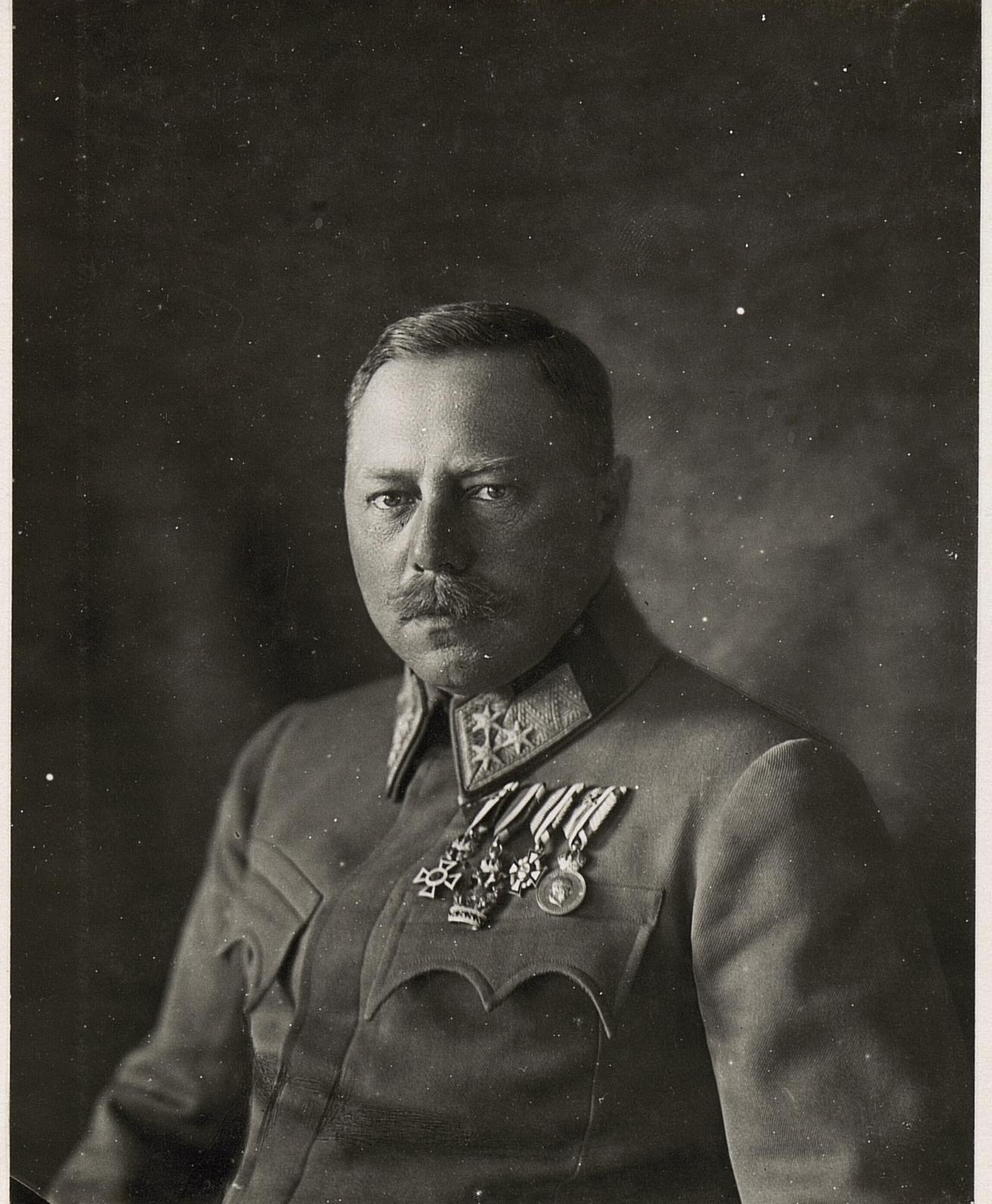
Stromfeld Aurél vezérkari ezredes
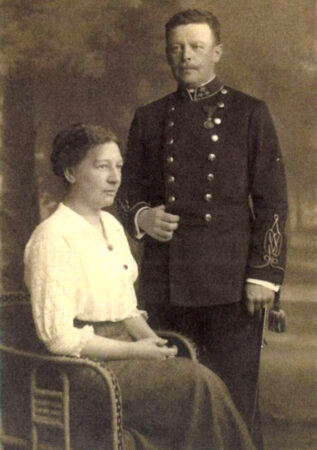
Stromfeld Aurél százados és felesége Urbányi Adrienne

### Magyar Népköztársaság

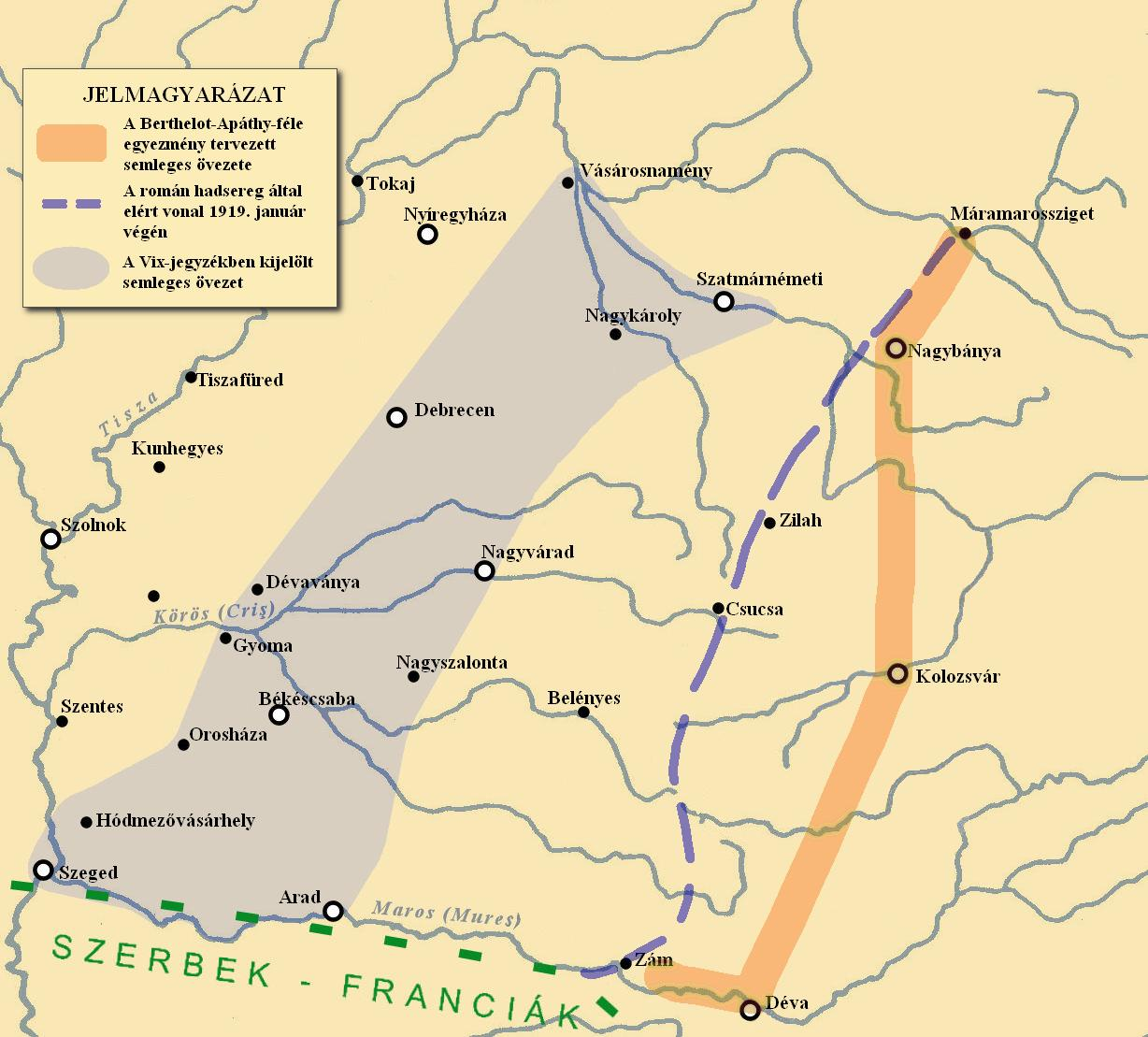
A Vix-jegyzékben javasolt semleges övezet

November 19-én érkezett meg az országba. A határra érve felszólították a vele érkező ezred feloszlatására. Bár először ellenáll, és kiharcolja a továbbhaladást, a következő csomópontnál már engedett a felszólításnak. Budapestre érve a hadügyminisztériumba ment, ahol kinevezték a Ludovika Akadémia parancsnokának. Mivel szolgálata csak négy nap múlva kezdődött, így előbb Bécsbe ment és az országba hozta feleségét. Az 1918 decemberében megalakult tiszti szakszervezet ellenőrző bizottságának elnökévé választották. Az év végén azonban a kormány elrendelte az alezredesnél magasabb rendfokozatú tisztek nyugdíjazását, amire Stromfeld a hadügyminiszterhez ment tiltakozni. A miniszter helyett csupán Böhm Vilmos szociáldemokrata államtitkárt találta meg, aki az Akadémia tisztjei által beküldött kérvények hatására engedélyezte számára, hogy szolgálatban maradjon. 1919 januárjában belépett a Magyarországi Szociáldemokrata Pártba is. Amikor Böhm hadügyminiszter lett, Stromfeldet nevezte ki a hadseregszervezői főcsoport élére államtitkárként. Itt kidolgozta a 70 000 fős toborzott hadsereg szervezetét, ám az öt hetes toborzási időszakban mindössze ötezren jelentkeztek a seregbe. Stromfeld a sikertelenség miatt benyújtotta a lemondását, ám a pártvezetőség kérésére helyén maradt. Március 20-án Böhm Tombor Jenővel együtt magához kérette, hogy nyilvánítsanak véleményt a Vix-jegyzék ügyében, amelynek elfogadását ők minden szempontból lehetetlennek tartották.

### Tanácsköztársaság

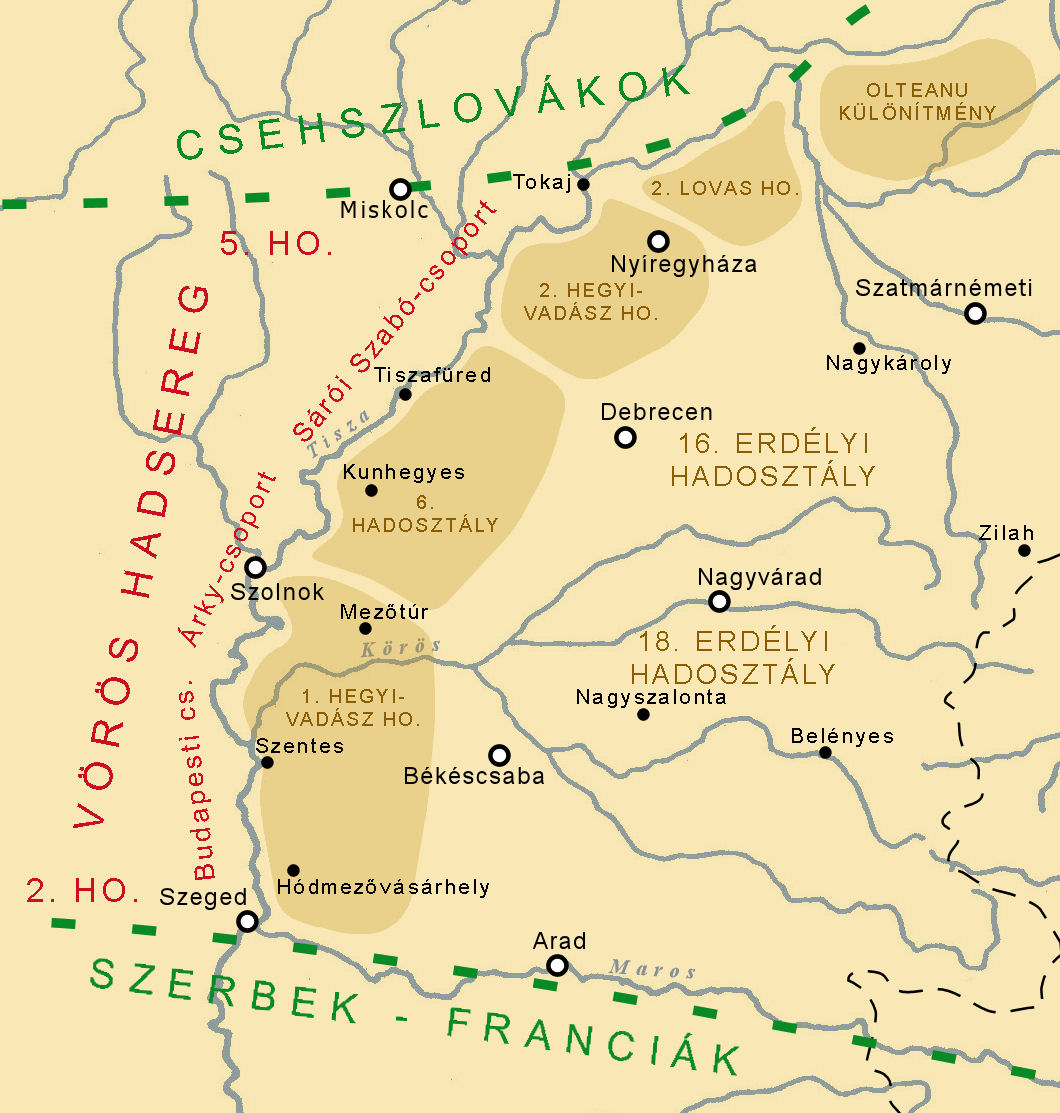
A szembenálló erők május 3-án

A Tanácsköztársaság kikiáltása után a Hadügyi Népbiztosság élére Pogány József, Stromfeld egyik ellenfele került. A Népbiztosság első intézkedése a rendfokozatok eltörlése volt, ami megdöbbentette a volt ezredest. Ezek miatt kérte március 27-én a nyugdíjazását és ezzel együtt szolgálati lakásából öccse, Ferenc győri lakásába költözött. Az elkövetkező három hetet ott töltötte. Április 20-án kereste fel otthonában egy katona, aki levelet kézbesített a kerületi parancsnoktól, amelyben megkérték, jelentkezzen a Népbiztosságnál. Mivel a szervezet élére Pogány helyett egy öttagú kollégium került, így a személyi kérdést megoldottnak tekintve akarták visszahívni az aktív szolgálatba. Végül a román támadás hírére utazott a fővárosba, ahol találkozott Tombor Jenővel, aki szintén visszatérését sürgette. Stromfeld ekkor elutasította, ám nem sokkal később, április 21-én mégis elfogadta azt.

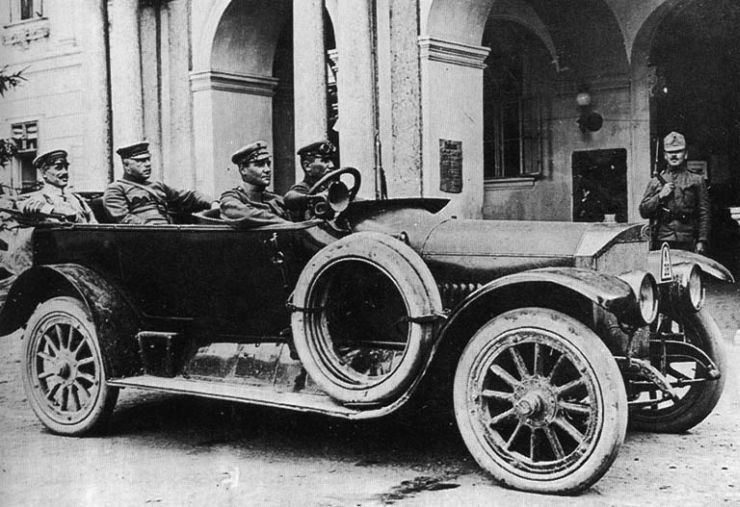
Stromfeld Aurél és Böhm Vilmos

Böhm Vilmos mellé nevezték ki a tiszántúli csapatok vezérkari főnökévé, és rá hárult a feladat, hogy a 250 kilométer hosszú, zavaros helyzetű arcvonalat összefogja és megszervezze. Egy nap alatt sikerült megszervezni a hadsereg-parancsnokságot Szolnokon.
Irányítása alatt a tanácsköztársaság hadereje 1919 tavaszán kísérletet tett a Magyarország területén folyamatosan terjeszkedő cseh–szlovák és román erők visszaszorítására: május 9-én, Hatvan térségéből indított hadjárata elején Stromfeld fontos győzelmet aratott Miskolc mellett, ezzel pedig elszigetelte egymástól az északról támadó cseh–szlovák és a kelet felől előrenyomuló román erőket.

A Vörös Hadsereg által elfoglalt terület

A Vörös Hadsereg a győzelem után a gyengébbnek tartott cseh–szlovák erőkkel vette fel a harcot, és északi hadjárata során többek között felszabadította Sátoraljaújhelyt, Érsekújvárt, Kassát, majd Eperjest, utóbbi városban pedig – június 16-án – létrehozta a Szlovák Tanácsköztársaságot. A tehetséges hadvezér sikerei rövid időn belül tiltakozást váltottak ki az antant részéről, Clemenceau francia miniszterelnök júniusban jegyzékben követelte a Vörös Hadsereg visszavonását. A Tanácsköztársaság politikai vezetése a sikeres felvidéki hadjáratot követően úgy döntött, hogy elfogadja az antanthatalmak ajánlatát, és az ígért politikai, gazdasági, illetve területi ellentételezésekért cserében kiüríti a visszafoglalt területeket. A Clemenceau-jegyzék elfogadása és a Vörös Hadsereg visszarendelése elleni tiltakozásul Stromfeld 1919. július 3-án lemondott. Nem tudta elfogadni a győztes hadjárat eredményeinek biztosíték nélküli feladását, ami a hadsereg széthullásához vezetett.

### Utolsó évei és rehabilitálása

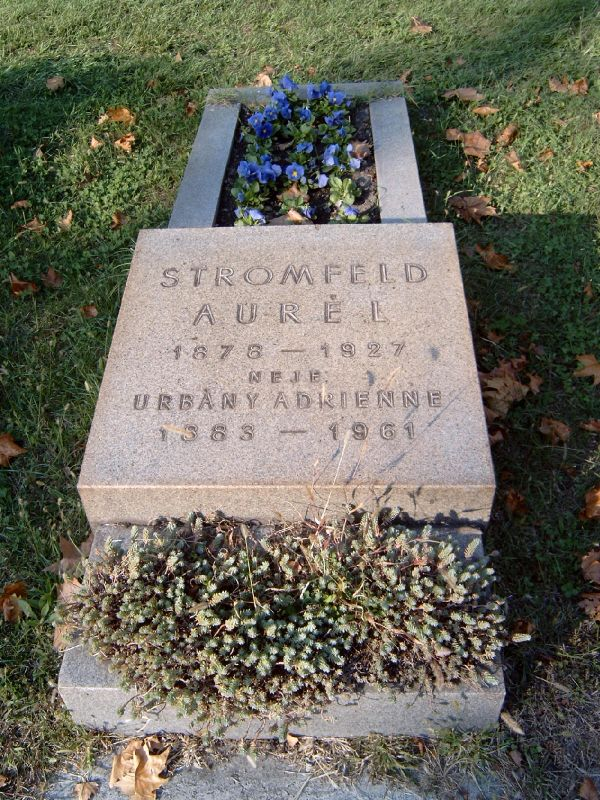
Stromfeld Aurél sírja Budapesten. Kerepesi temető: Mm. B. 9.

Még az év augusztusában, a Tanácsköztársaság bukása után letartóztatták. 1920. július 1-jén kezdődött a per, amelyben az ügyészség felségárulás bűntettével és izgatással vádolta, mivel a vád szerint igen sok tiszttársát rábeszélte arra, hogy lépjen be a szociáldemokrata pártba. Stromfeld a per elején előadta, hogy őt a forradalom óta és alatt mindenkor a nemzeti és hazafias gondolat vezette, a fosztogató, a frontról özönlő hadsereget megállította, átszervezte és ezáltal az ország sok területét szabadította fel. Kihallgatása során Stromfeld kijelentette, hogy nem érzi magát bűnösnek. A tárgyalás másnapján az ügyész kérdésére miszerint Stromfeld, hogy értette azt, hogy a vezérkari főnökségből a személye rosszul fog kikerülni. Stromfeld azt válaszolta, hogy a történelemből tudja, hogy az ilyen szerepek mind hálátlanok. De bízott magában, úgy dolgozott, hogy egyik kezében ceruza volt, a másikban pedig revolver, mert mindig tartott attól, hogy elteszik láb alól. Elmondta, hogy a hadsereg, amely a cseheket megverte, nem a diktatúra érdekében harcolt, hanem mint magyar katonaság az ország ellenségei ellen. A több napos tárgyaláson tanúkat hallgattak meg. Stromfeld 1920. július 19-én védőbeszédében elmondta, hogy az egész életét hazájának és a köznek szentelte. Nem volt destruktív, a szociáldemokráciához való csatlakozással is hazája ügyének jobbra fordulását akarta elérni. Először visszautasította a szovjet ajánlatát, később hosszú töprengés után azzal fogadta el, hogy ezzel hazájának használhat. A határon ellenség állott, ő tehát Napóleon szavaival azt mondotta, hogy akármilyen rendszer van, minden hazafinak a hadseregben van a helye. A vörös hadsereg csak papíron volt osztályhadsereg, kívül az az integritásért küzdő magyar hadsereg volt. Védekezése ellenére felségárulás miatt 1920. július 19-én három évi börtönre, katonai rangjának és rendjeleinek elvesztésére ítélte a hadbíróság és nyugdíjától is megfosztották. 1921-ben szabadult. Kiszabadulása után raktárosként, majd magántisztviselőként tevékenykedett és a Szociáldemokrata Párt szervezésében is részt vett. 1923-ban egy állítólagos kommunista összeesküvés gyanújával vizsgálati fogságban tartották, de fél év múlva szabadon engedték. A Magyarországi Szociáldemokrata Párt (MSZDP) Rendező Gárda elnevezéssel hozta létre a párt rendezvényeit biztosító, a rendre és a zavartalanságra felügyelő szervezetet, amelynek vezetője is ő volt. 1925-től az illegális Kommunisták Magyarországi Pártja tagja. Élete végéig megőrizte kapcsolatát az MSZDP-vel és az illegális kommunista párttal. 1930-ban Stromfeld özvegyének Gömbös Gyula honvédelmi miniszter előterjesztésére az államfő a mindenkori ezredesi nyugellátásnak megfelelő kegydíjat adományozott. 1945-ben posztumusz vezérezredessé léptették elő.
Az ezredes, bár szabadságát még 1923-ban visszanyerte, azt már nem érhette meg, hogy – 1945-ben – tisztként is rehabilitálják; ehhez túlságosan prominens szereplője volt a tanácsköztársaság rendszerének. Az 1927 októberében, ötvenéves kora előtt elhunyt Stromfeld Aurél életének igazi tragédiája tehát az volt, hogy bár oktatóként, hadvezérként és hadseregszervezőként egyaránt ritka tehetségnek bizonyult, eredményeit és a hazáért tett erőfeszítéseit a Horthy-rendszerben – a korabeli törvények alapján – politikai cselekedetekként könyvelték és ítélték el.

## Emlékezete
Emlékét őrzi egy utca Budapest XII. kerületében, Debrecenben, Kaposváron, Szentendrén, Dunakeszin, Mezőtúron, Monoron, Keszthelyen, Győrben, valamint Dunaújvárosban, egy lakótelep Szombathelyen és Veszprémben, egy szakközépiskola Salgótarjánban és egy általános iskola a XX. kerületben. Miskolcon laktanya viselte a nevét, az épület előtti buszmegálló máig a Stromfeld laktanya nevet viseli. 2024. március 6-án bejegyezték a Stromfeld Aurél Egyesületet, amelynek fő céljai között szerepel Stromfeld Aurél eszmei és hadtörténeti örökségének megőrzése.

## Írásai
- Készül az új háború, Budapest, 1928

## Lásd még
- Magyarországi Tanácsköztársaság
- 1919-es magyar–román háború
- Északi hadjárat (Magyarország)